# Tudor Drăganu
Tudor Drăganu (n. 2 decembrie 1912, Năsăud, Austro-Ungaria – d. 21 august 2010, Cluj-Napoca, România) a fost un jurist român, vreme îndelungată profesor de drept constituțional, membru de onoare al Academiei Române. A fost fiu al profesorului Nicolae Drăganu.

## Cariera științifică
În 1937 a devenit asistent universitar, din 1946 profesor universitar, iar după pensionare profesor consultant și conducător de doctorate în științe juridice. Meritele incontestabile în domeniul științelor juridice ale profesorului Tudor Drăganu au fost recunoscute și pe plan internațional: a fost vicepreședintele Comisiei pentru probleme juridice, parlamentare și drepturile omului a Uniunii Interparlamentare (1967-1969), președinte al aceluiași organism internațional (1969-1973), membru al delegației României la Conferința pentru Securitate și Cooperare Europeana de la Helsinki (1975) și Viena (1976), fiind apoi ales (1976) și președinte al Comisiei Politice pentru Securitate și Cooperare Europeana de la Viena. 
Tudor Drăganu a fost numit prin decret al președintelui Republicii Franceze profesor la Universitatea Pantheon-Sorbonne din Paris.
În anul 1980 a fost ales membru al Institutului Internațional de Științe Administrative din Bruxelles. 
A fost Doctor Honoris Causa al Universității „Lucian Blaga” din Sibiu (1997), al Universității din Oradea (1999), al Universității de Vest din Timișoara (2002) și al Universității „Petru Maior” din Târgu Mureș.
În anul 2003 a fost ales membru de onoare al Academiei Române.

## Distincții
- Ordinul Muncii clasa a II-a (25 decembrie 1967) „pentru merite deosebite în opera de construire a socialismului, cu prilejul celei de-a XX-a aniversări a proclamării Republicii”[2]

## Lucrări
- Actele de drept administrativ, București, 1959;
- Introducere în teoria și practica statului de drept, Cluj, 1992;
- Drept constituțional și instituții politice, 2 vol., Târgu Mureș, 1995;
- Drept constituțional și instituții politice, 2 vol., București, 1998.